# Loading Studios
A Loading Studios é uma desenvolvedora de jogos eletrônicos portuguesa com sede em Lisboa. Fundada em fevereiro de 2022 por Vasco Oliveira, o estúdio é conhecido pelos seus títulos independentes Alentejo: Tinto's Law , desenvolvido para o Game Boy e navegadores web, e The Fisherman: A Codfish Tale para Pc. 

## História
A Loading Studios foi fundada por Vasco Oliveira enquanto estudante no bacharelado em Animação e Videojogos na ETIC em Lisboa.  Inicialmente, o estúdio foi criado para consolidar projetos académicos, mas após a conclusão do curso, Oliveira continuou a usa-lo agora numa dimensão profissional.
Um dos primeiros títulos do estúdio, The Fisherman: A Codfish Tale, começou como um projeto académico, tendo depois evoluido para o seu lançamento comercial em PC. O jogo centra-se no naufrágio em 1942 do navio pesqueiro português Maria da Glória (navio) pelo submarino alemão Kriegsmarine U-94 durante a Segunda Guerra Mundial.  O jogo narra e acompanha a vida quotidiana de um jovem pescador, até ao ataque surpresa alemão que matou a maior parte da tripulação. The Fisherman: A Codfish Tale recebeu o prémio PlayStation Talent Award na categoria "Games for Good" pela abordagem a este episódio trágico e a sua mensagem histórica.
Em Novembro de 2024, a Loading Studios lançou Alentejo: Tinto's Law para navegadores web, e no ano seguinte, em fevereiro de 2025 foi realizado o seu lançamento físico em cartucho de Game Boy pela Teknamic Software.  Ambientado no Alentejo do século XIX, o jogo retrata uma aventura inspirada nos clássicos Spaghetti Western e  acompanha a personagem Gildo Mata e o seu confronto com o Barão local. Alentejo: Tinto's Law inclui várias referências históricas à expansão ferroviária no Alentejo, ao contrabando na fronteira com Espanha, ao comércio de vinho e às profissões tradicionais portuguesas.  A equipa de desenvolvimento incluiu Ivan Barroso (Game Designer), Vasco Oliveira (Level Designer), Daniel Penão (programador) e Marta Vaz (artista), com banda sonora de Pankyonshii. 
O título foi indicado a vários prémios, incluindo à categoria "Upcoming Games – Role-Playing" no IndieDB Awards 2024 e "Revelação do Ano" no DevGAMM Spotlight Awards. Em 2025, ganhou o prêmio de "Melhor Jogo Nacional" no evento Geeks d'Ouro.  Os críticos elogiaram seu humor, narrativa e referências históricas, embora tenham igualmente destacado a pouca variedade musical e uso simplista das mecânicas de tiro. 
Em fevereiro de 2025, a Loading Studios anunciou que estava a trabalhar numa sequela intitulada Alentejo: The Tinto & The Ugly, um RPG de ação para o Game Boy, previsto para o final de 2025. 

## Cultura corporativa
Vasco Oliveira procurou desde a fundação da Loading Studios uma visão criativa centrada nos retratos da cultura ibérica, o seu folclore e as narrativas históricas esquecidas. Ele também enfatizou a criação de jogos acessíveis e envolventes, desenvolvidos com orçamentos modestos e dentro de prazos razoáveis. 

## Jogos

### Jogos desenvolvidos
| Ano  | Título                         | Plataforma(s)              | Notas                    |
| ---- | ------------------------------ | -------------------------- | ------------------------ |
| 2023 | The Fisherman: A Codfish Tale  | PC                         | Título de estreia        |
| 2024 | Alentejo: Tinto's Law          | Game Boy, navegador da Web | Cartucho lançado em 2025 |
| 2025 | Alentejo: The Tinto & The Ugly | Game Boy, navegador da Web | Em desenvolvimento       |

### Outros projetos
| Ano  | Título          | Plataforma(s)              | Notas          |
| ---- | --------------- | -------------------------- | -------------- |
| 2023 | Waking up in LS | Game Boy, navegador da Web | Vertical Slice |
| 2023 | The Heist in LS | Game Boy, navegador da Web | Vertical Slice |
| 2023 | Lost in LS      | Game Boy, navegador da Web | Vertical Slice |

## Links externos
- Alentejo: Tinto's Law no IGDB
- Alentejo: Tinto's Law no IndieDB
- Alentejo: Tinto's Law na Teknamic Software